# Dendrobium sublobatum
Dendrobium sublobatum är en orkidéart som beskrevs av Johannes Jacobus Smith. Dendrobium sublobatum ingår i släktet Dendrobium, och familjen orkidéer. Inga underarter finns listade i Catalogue of Life.